# Булатов Дмитро Олександрович
Дмитро Олександрович Булатов (нар. 7 листопада 1889, село Юр'єво-Дєвіч'є Корчевського повіту Тверської губернії, тепер Конаковського району Тверської області, Російська Федерація — розстріляний 28 жовтня 1941, селище Барбиш біля міста Куйбишева, тепер у складі міста Самари, Російська Федерація) — радянський державний і партійний діяч, відповідальний секретар Смоленського і Вятського губернських, Кубанського окружного комітетів ВКП(б), 1-й секретар Омського обласного комітету ВКП(б). Член Установчих зборів від Тверського виборчого округу за списком більшовиків у 1917 році. Кандидат у члени ЦК ВКП(б) у 1930—1934 роках. Член Комісії партійного контролю при ЦК ВКП(б) та член Бюро КПК при ЦК ВКП(б) у 1934—1937 роках.

## Життєпис
Народився в бідній селянській родині. Закінчив чотири класи сільської земської школи.
У 1902 році відправлений батьками до брата в Санкт-Петербург на заробітки. З червня 1902 по липень 1907 року — учень, шпалерник кустарної екіпажної майстерні Ісаєва в Санкт-Петербурзі. У липні 1907 — лютому 1915 року — робітник-шпалерник в кустарних майстернях та на екіпажній фабриці в Санкт-Петербурзі (Петрограді).
Член РСДРП(б) з 1912 року.
Учасник соціал-демократичного руху, пропагандист газети «Звезда» в Санкт-Петербурзі.
4 лютого 1915 року заарештований, до червня 1915 року перебував у в'язниці Санкт-Петербурга. 2 червня 1915 року засуджений до адміністративного заслання під гласним наглядом поліції на 5 років в села Міроєдиху Єнісейської губернії та Монастирське Туруханського краю. У березні 1917 року амністований.
З квітня 1917 року — член Тимчасового виконавчого комітету Кудрявцевської волосної ради, голова Кудрявцевської волосної ради селянських депутатів, голова Кудрявцевського земельного комітету, член Тимчасового виконавчого комітету Корчевської повітової ради Тверської губернії.
З грудня 1917 по грудень 1918 року — голова виконавчого комітету Корчевської повітової ради Тверської губернії.
У січні — грудні 1918 року — голова Корчевського повітового комітету РКП(б) Тверської губернії.
У грудні 1918 — травні 1919 року — заступник голови виконавчого комітету Тверської губернської ради.
У лютому — червні 1919 року — комісар Тверського губернського продовольчого комітету.
24 червня 1919 — 31 серпня 1920 року — голова виконавчого комітету Тверської губернської ради.
21 вересня 1920 — 1 березня 1921 року — голова виконавчого комітету Смоленської губернської ради.
У січні — листопаді 1921 року — відповідальний секретар Смоленського губернського комітету РКП(б).
9 листопада 1921 — 8 червня 1922 року — голова виконавчого комітету Смоленської губернської ради.
У липні 1922 — квітні 1924 року — слухач Курсів марксизму при ЦК РКП(б).
У травні 1924 — листопаді 1926 року — відповідальний секретар Вятського губернського комітету РКП(б) (ВКП(б)).
У листопаді 1926 — січні 1929 року — завідувач організаційного відділу Північно-Кавказького крайового комітету ВКП(б).
У січні 1929 — січні 1930 року — відповідальний секретар Кубанського окружного комітету ВКП(б).
5 січня 1930 — липень 1931 року — завідувач організаційно-інструкторського відділу ЦК ВКП(б).
У липні 1931 — лютому 1934 року — начальник відділу кадрів і член колегії ОДПУ при РНК СРСР. Одночасно з жовтня 1931 року по вересень 1932 року — начальник мобілізаційного відділу ОДПУ СРСР.
У лютому — березні 1934 року — керівник групи адміністративних, радянських органів і зв'язку Комісії партійного контролю при ЦК ВКП(б).
10 березня 1934 — 9 березня 1935 року — завідувач відділу керівних партійних органів ЦК ВКП(б). Очолював Західно-Сибірську комісію із «чистки» партії.
У грудні 1934 — 20 березня 1935 року — 1-й секретар Організаційного бюро ЦК ВКП(б) по Омській області.
24 березня 1935 — 7 жовтня 1937 року — 1-й секретар Омського обласного комітету ВКП(б). 28 липня 1937 року затверджений членом трійки УНКВС по Омській області.
У жовтні 1937 року рішенням пленуму Омського обласного комітету ВКП(б) виключений із членів партії.
29 січня 1938 року заарештований органами НКВС. Засуджений Воєнною колегією Верховного суду СРСР 28 жовтня 1941 року до страти, розстріляний того ж дня в селищі Барбиш біля міста Куйбишева.
13 серпня 1954 року реабілітований, 2 лютого 1956 року посмертно відновлений у партії.